# میتسینال
میتسینال (به انگلیسی: Mitemcinal) با فرمول شیمیایی C40H69NO12 یک ترکیب شیمیایی است. که جرم مولی آن ۷۵۵٫۹۸ گرم بر مول می‌باشد. 